# Ainsliaea
Ainsliaea, biljni rod iz porodice glavočika smješten u tribus Pertyeae. Postoji 54 priznatih vrsta koje su rasprostranjene po jugoistočnoj, istočnoj i južnoj Aziji (Indijski potkontinent).
Rod je opisan 1838.

## Vrste
1. Ainsliaea acerifolia Sch. Bip.
2. Ainsliaea angustata C. C. Chang
3. Ainsliaea angustifolia Hook. fil. & Thomson ex C. B. Clarke
4. Ainsliaea apiculata Sch. Bip.
5. Ainsliaea aptera DC.
6. Ainsliaea apteroides (C. C. Chang) Y. C. Tseng
7. Ainsliaea asaroides Y. S. Ye, J. Wang & H. G. Ye
8. Ainsliaea bonatii Beauverd
9. Ainsliaea brandisiana Kurz
10. Ainsliaea caesia Hand.-Mazz.
11. Ainsliaea caobangensis Bien
12. Ainsliaea cavaleriei H. Lév.
13. Ainsliaea chaochiei S. S. Ying
14. Ainsliaea chapaensis Merr.
15. Ainsliaea cordifolia Franch. & Sav.
16. Ainsliaea crassifolia C. C. Chang
17. Ainsliaea daheishanensis Y. L. Peng, C. X. Yang & Y. Luo
18. Ainsliaea dissecta Franch. & Sav.
19. Ainsliaea elegans Hemsl.
20. Ainsliaea faurieana Beauverd
21. Ainsliaea foliosa Hand.-Mazz.
22. Ainsliaea fragrans Champ. ex Benth.
23. Ainsliaea fulvipes Jeffrey & W. W. Sm.
24. Ainsliaea glabra Hemsl.
25. Ainsliaea gracilis Franch.
26. Ainsliaea grossedentata Franch.
27. Ainsliaea hederifolia Fujikawa & H. Ikeda
28. Ainsliaea henryi Diels
29. Ainsliaea lancangensis Y. Y. Qian
30. Ainsliaea latifolia (D. Don) Sch. Bip.
31. Ainsliaea macrocephala (Mattf.) Y. C. Tseng
32. Ainsliaea macroclinidioides Hayata
33. Ainsliaea mairei H. Lév.
34. Ainsliaea nana Y. C. Tseng
35. Ainsliaea nervosa Franch.
36. Ainsliaea parvifolia Merr.
37. Ainsliaea paucicapitata Hayata
38. Ainsliaea pentaflora S. E. Freire
39. Ainsliaea pertyoides Franch.
40. Ainsliaea pingbianensis Y. C. Tseng
41. Ainsliaea polystachya X. X. Su & M. J. Zhang
42. Ainsliaea qianiana S. E. Freire
43. Ainsliaea ramosa Hemsl.
44. Ainsliaea reflexa Merr.
45. Ainsliaea rubrinervis C. C. Chang
46. Ainsliaea simplicissima M. J. Zhang & H. Q. Li
47. Ainsliaea smithii Mattf.
48. Ainsliaea spanocephala Y. C. Tseng
49. Ainsliaea spicata Vaniot
50. Ainsliaea trinervis Y. C. Tseng
51. Ainsliaea uniflora Sch. Bip.
52. Ainsliaea walkeri Hook. fil.
53. Ainsliaea wuyuanensis Z.H.Chen, Y.L.Xu & X.F.Jin
54. Ainsliaea yunnanensis Franch.